# إيرينا ستارشينباوم
إيرينا ستارشينباوم هي ممثلة روسية ولدت في 30 مارس 1992. اشتهرت لدورها في فيلم تي-34.

## روابط خارجية
- إيرينا ستارشينباوم على موقع IMDb (الإنجليزية)
- إيرينا ستارشينباوم على موقع قاعدة بيانات الفيلم (الإنجليزية)
- إيرينا ستارشينباوم على موقع كينوبويسك (الروسية)